# Önneköps lanthandelsmuseum
Önneköps lanthandelsmuseum är ett arbetslivsmuseum i en gammal lanthandel i Önneköp i Hörby kommun.
Den första lanthandeln i Önneby öppnade 1895 i en byggnad som inte längre finns kvar. 
I slutet av 1940-talet gifte sig lanthandlarens dotter Hedvig med Ivar Bergkvist och flyttade in i ett hus som fadern hade låtit bygga 1916, där de öppnade en lanthandel. I samband med detta lade fadern ned sin affär och flyttade sina varor till dotterns och svärsonens butik.
Affären stängde 1982 när Hedvig Bergkvist föll och bröt lårbenshalsen. Hon skänkte huset med alla inventarier till 
Aina och Kurt Bergström som förvandlade butiken till ett museum där nästan allt är orört sedan 1982 då lanthandeln lades ned.
Önneköps Byaförening köpte huset 1985 och renoverade det utvändigt. Eternitplattorna på fasaden revs ned och ersattes med träpanel, som målades i de ursprungliga blå och gröna färgerna. Insidan med alla varor 
lämnades som den var och hyllorna fylldes på med varor från lagret på övervåningen.
Museet invigdes 1995 och byaföreningen fick Hörby kommuns kulturpris för sitt arbete.